# Ries Brouwers
Marinus (Ries) Brouwers (St. Willebrord, 27 mei 1946 - 20 januari 2009) was de "uitvinder" van de verzamel-lp en producer van de Neder-rock & roll.
Ries Brouwers bekendste ontdekking is Corry Konings uit St. Willebrord, die destijds zangeres was van De Mooks. Hij stelde haar voor aan Pierre Kartner, die haar weer koppelde aan de band De Rekels. Als Corry en de Rekels maakte ze furore met onder meer het lied Huilen is voor jou te laat in 1970. Deze single werd echter pas opgenomen als Brouwers eerst 500 exemplaren van haar eerste single "Mijn stil verdriet" af zou nemen. Hij twijfelde geen moment en verkocht uiteindelijk, zonder moeite, alle exemplaren.
Ook ontdekte en produceerde Brouwers in 1982 Kiddy kiddy kiss me voor de groep Highway. Verder deed Brouwers productiewerk voor onder andere De Toendra's (dankzij comediant/zanger Rien Lazaroms altijd welkom in Hilversum) en De "Rapsodie's" ('n trio uit het Zuiden dat zeer populair was in het Noorden). Later maakte hij opnamen met René Froger met titel Ik zie het wel zitten en produceerde hij het comeback-album van de Vlaamse charmezanger Bobby Prins, "Terug van weggeweest".
De kracht van producer Ries zat in de combinatie-keuze van de uitvoerende artiest en het bijpassende liedje, vaak een 'vergeten' maar bekende oldie, al dan niet vertaald in het Nederlands. Daardoor werd zo'n single snel opgepakt door het publiek. En ook al klonken sommige nummers niet altijd zuiver, "sfeer is belangrijker dan zuiverheid", zei hij dan altijd.